# La Cité des eaux mouvantes
La Cité des eaux mouvantes est un album de bande dessinée dans la série Valérian, écrite par Pierre Christin et dessinée par Jean-Claude Mézières, il comprend les histoires La Cité des eaux mouvantes et Terres en flammes parues dans Pilote en 1968/1969, puis regroupées en en album en 1970.

## Résumé

### La Cité des eaux mouvantes
Valérian et Laureline, agents du service spatio-temporel de Galaxity jouent aux échecs lorsqu'ils sont appelés par le chef du service de l'espace-temps. 
Celui-ci leur apprend que Xombul s'est échappé de prison et qu'il s'est emparé d'un astronef spatio-temporel. Il a été localisé à New York en 1986, période à laquelle le monde est en proie à un effondrement global : un cataclysme, l'explosion d'un dépôt de bombes H dans l'arctique a changé complètement le climat de la Terre. 
Valérian part alors à la recherche de Xombul en 1986. Il se retrouve dans une ville méconnaissable, noyée sous les eaux. Récupéré en mer par un bateau à la suite de l'écroulement de la statue de la liberté, il se retrouve aux mains de pilleurs auxquels il fausse compagnie. De nuit, il découvre de la lumière dans le bâtiment des nations unies et y rencontre d'étranges robots en train de dévaliser les archives scientifiques. Valérien est retrouvé par les pilleurs qui le mènent à leur chef Sun Rae. Laureline arrivée de Brasilia aide Valérian à s'échapper, puis ils décident de s'associer avec Sun Rae pour enquêter à propos des robots, qui s'avèrent être dirigés par Xombul. Arrivés dans leur repaire, ils font face à une émission vidéo de Xombul qui leur annonce une tempête et les invite à le rejoindre dans les Montagnes Rocheuses en évitant le raz-de-marée à bord d'un aéroglisseur.

### Terres en flammes
Ayant troqué leur aéroglisseur contre un avion à décollage vertical, le groupe composé Valérian, Laureline, Sun Raeà et les robots de Xombul arrive à destination dans le parc de Yellowstone dans le Wyoming. Xombul les reçoit et leur présente le professeur Schoeder, un scientifique de 1986 ayant plusieurs inventions à son crédit dont les robots et un miniaturisateur. Désirant s'échapper , il aide Valérian à neutraliser Xombul et ses robots à l'aide d'une de ses inventions. 
Mais quelques robots restent en activité et Xombul réveillé, ils prennent en chasse Valérien, Schroeder et Laureline miniaturisée. Ceux-ci aidé par un vieux cow-boy rejoignent la ville de Jackson en proie à l'affolement général à la suite de l'emballement des cataclysmes météo. Ayant pris des armes et trouvé une voiture, ils retournent dans le parc du Yellowstone. Arrivés ils sont pris dans des bulles-prison puis relâchés par Sun Rae qui a pris le contrôle du laboratoire de Schroeder, Xombul s'étant enfuit dans l'espace, se méfiant des soubresauts de la Terre.
Modifiant une machine à voyager dans le temps et l'espace abandonnée par Schroeder, Valérian réussit à rejoindre Xombul sur sa station spatiale. Avec les plans dérobés à l'ONU, celui-ci à recréé également une machine et essaye de l'utiliser mais elle ne marche pas et se détruit dans l'espace avec lui. Valérian et Laureline conduisent Sun Rae et Schroeder à Brasilia avant de reprendre la direction du futur avec la machine de Laureline.

## Personnages
- Valérian, agent spatio-temporel de Galaxity
- Laureline, agent spatio-temporel de Galaxity
- Le chef du service spatio-temporel
- Xombul, ancien technocrate de Galaxity
- Sun Rae, musicien et chef de gang de 1986
- Schroeder, scientifique de 1986. Le personnage est inspiré de Julius Kelp, joué par Jerry Lewis dans le film Docteur Jerry et Mister Love.

## Lieux
- Plantations hydroponiques de Vénus
- Galaxity, service de l'espace-temps
- New York en 1986
- Parc de Yellowstone
- Brasilia

## Publication
L'histoire a été publié initialement dans Pilote en deux parties : la première partie, la Cité des eaux mouvantes publiée en 1968 qui s'arrête lorsque nos héros partent de New York dans l'aéroglisseur. La seconde partie publiée en 1969 et intitulée Terre en flammes reprend juste après lorsque Valérian et Laureline sont en route pour Yellowstone dans l'avion.
Les deux histoires sont par la suite réunies et publiées en 1970 dans un album unique de 47 planches sous le titre La Cité des eaux mouvantes. Pour La Cité des eaux mouvantes les planches 16A, 17A, 18A, 18B, 27A, 27B sont supprimées et les planches 17B, 19A, 26B sont redessinées et pour Terres en flammes les planches 12A, 12B, 13A, 13B, 14A, 14B, 15A, 15B, 16A, 16B, 19A sont supprimées et les planches 11B, 18B, 19B, 21B sont redessinées pour aboutir au format de 47 planches. 
Ces deux aventures sont éditées dans leurs paginations originelles dans le premier volume des hors séries Omnibus pour la première fois en 1986 conjointement au premier récit de la série, Les Mauvais Rêves, non publié en album jusque-là, puis dans l'intégrale.